# 謝向榮
謝向榮（1971年5月24日—），現任TVBS新聞台 《最前線新聞》、《新聞夜視界》、週末《晚間67點新聞》主播。
註： 謝向榮也可以指： 香港能仁專上學院文學院院長

## 學歷
- 中國文化大學新聞學系
- 臺灣師範大學大眾傳播研究所碩士班

## 簡歷
- 大學聯考選填志願，只填新聞、傳播相關科系，臺灣師範大學畢業後服兵役，退伍後，把老三台的新聞部視為第一志願，但TVBS卻提早通知他面試，後來成為TVBS主播群之一。
- 座右銘：I think, I can。[1]

- 曾任「TVBS小小主播夏令營」指導老師，參與「TVBS關懷台灣文教基金會」紮根台灣、永續關懷，也為「TVBS關懷台灣文教基金會」進錄音間《寶貝我們的希望》獻唱主題曲『蝸牛』。
- 2024雙十國慶典禮主持人與夏嘉璐搭檔

## 曾主播過或主持過的節目
| 年份           | 頻道      | 節目                  | 備註             |
| 2003年時間待查 | TVBS-NEWS | 《總統大選─民調報告》 | 與方念華一同主持 |
| 時間待查       | TVBS-NEWS | 《2400整點新聞》      |                  |
| 時間待查       | TVBS-NEWS | 《整點新聞》          |                  |
| 時間待查       | TVBS      | 《午間新聞》          |                  |
| 時間待查       | TVBS      | 《TVBS晚間新聞》      |                  |
| 2010年-至今    | TVBS-NEWS | 週末《晚間67點新聞》  |                  |

## 參與短期活動節目
曾擔任「TVBS小小主播夏令營」指導老師，參與「TVBS關懷台灣文教基金會」紮根台灣、永續關懷。也為「TVBS關懷台灣文教基金會」進錄音間《寶貝我們的希望》獻唱主題曲『蝸牛』。

## 外部連結
- 謝向榮主播專區-TVBS官方網站（页面存档备份，存于）簡介